# شهرستان کولپنیانسکی
شهرستان کولپنیانسکی (به لاتین: Kolpnyansky District) یک شهرستان در روسیه است که در استان اریول واقع شده‌است.